# Saúde mental no sudeste da África
A saúde mental no sudeste da África é uma preocupação, pois é uma região com altos índices de desenvolvimento de doenças mentais. As questões de saúde mental na África são muitas vezes vistas como a "crise silenciosa", uma vez que geralmente recebem menor prioridade em uma região onde a ajuda internacional está focada em doenças transmissíveis e desnutrição. Cada país do sudeste da África é constantemente confrontado com barreiras que tornam ações em prol da saúde mental um desafio para colocá-las em prática, tal como a própria falta de políticas, questões sociais e culturais, o papel da medicina tradicional, HIV/AIDS e o estigma em torno da saúde mental.

## Situação da atenção à saúde mental no sistema de saúde
O professor Anyang' Nyong'o escreveu uma carta em 23 de junho de 2011 à Comissão Nacional de Direitos Humanos do Quênia, afirmando: "Atualmente, existe uma lacuna muito grande entre as necessidades de saúde mental dos quenianos e os serviços de saúde mental existentes em todos os níveis do sistema de prestação de serviços de saúde”.
Embora haja uma falta de atenção à saúde mental nos sistemas de saúde, ainda é uma questão importante nos países do Sudeste Africano. Esforços têm sido feitos em alguns países para alocar fundos para iniciativas de saúde mental. As políticas de Uganda são um excelente exemplo de um esforço bem sucedido para melhorar a saúde mental no Sudeste da África. Em 2006–2007, após realizar uma análise situacional inicial do sistema de saúde mental de Uganda, foi criada uma nova política de saúde mental. A visão para o projeto em Uganda é eliminar problemas de saúde mental, distúrbios neurológicos e uso de substâncias prejudiciais à população. A partir desse projeto, princípios orientadores foram implementados, as principais áreas prioritárias foram identificadas, os objetivos das políticas foram selecionados e o Ministério da Saúde de Uganda começou a priorizar a saúde mental.
A Organização Mundial da Saúde (OMS) continua a trabalhar com as nações em desenvolvimento da África para implementar estratégias para melhorar as situações de saúde mental e tratamento nesses países. Os poucos países que possuem políticas de saúde mental foram criados antes de 1990 e precisam urgentemente de atualização. Uganda obteve grande sucesso com suas novas políticas de saúde mental e está trabalhando em estreita cooperação com a OMS para finalizar sua política de saúde. A Organização também está trabalhando para avançar nas políticas de saúde mental de outros países.

## Perspectivas
A região dos Grandes Lagos do Sudeste Africano tem uma longa história tribal de medicina e práticas tradicionais. Embora tenha havido um pequeno progresso com a disponibilidade de recursos de saúde mental nessas áreas, ainda muitas pessoas na zona rural do Sudeste da África utilizam métodos tradicionais para tratar doenças mentais. De acordo com Vikram Patel, especialista global em saúde mental e professor da London School of Hygiene and Tropical Medicine, a estigmatização da doença mental se deve aos métodos tradicionais e culturais de lidar com essas situações e só pode ser alterada por meio de melhor apoio, educação e maior consciência. No tradicional Sudeste da África, quando há uma situação em que há um problema de saúde mental, o paciente geralmente é tratado sem o seu consentimento. Por exemplo, se o paciente é violento ou destrutivo, ele é sedado pelo curandeiro tradicional ou por membros da família para iniciar a terapia, e as pessoas são frequentemente isoladas ou tratadas contra sua vontade para evitar que os pacientes machuquem a si ou outrem. Em uma série da CNN, African Voices, o principal psiquiatra Frank Njenga, afirma que quando um paciente tem alguma forma de doença, como depressão ou esquizofrenia, membros da comunidade e curandeiros tradicionais geralmente o consideram possuído por demônios ou feitiçaria.

## Causas de doenças mentais

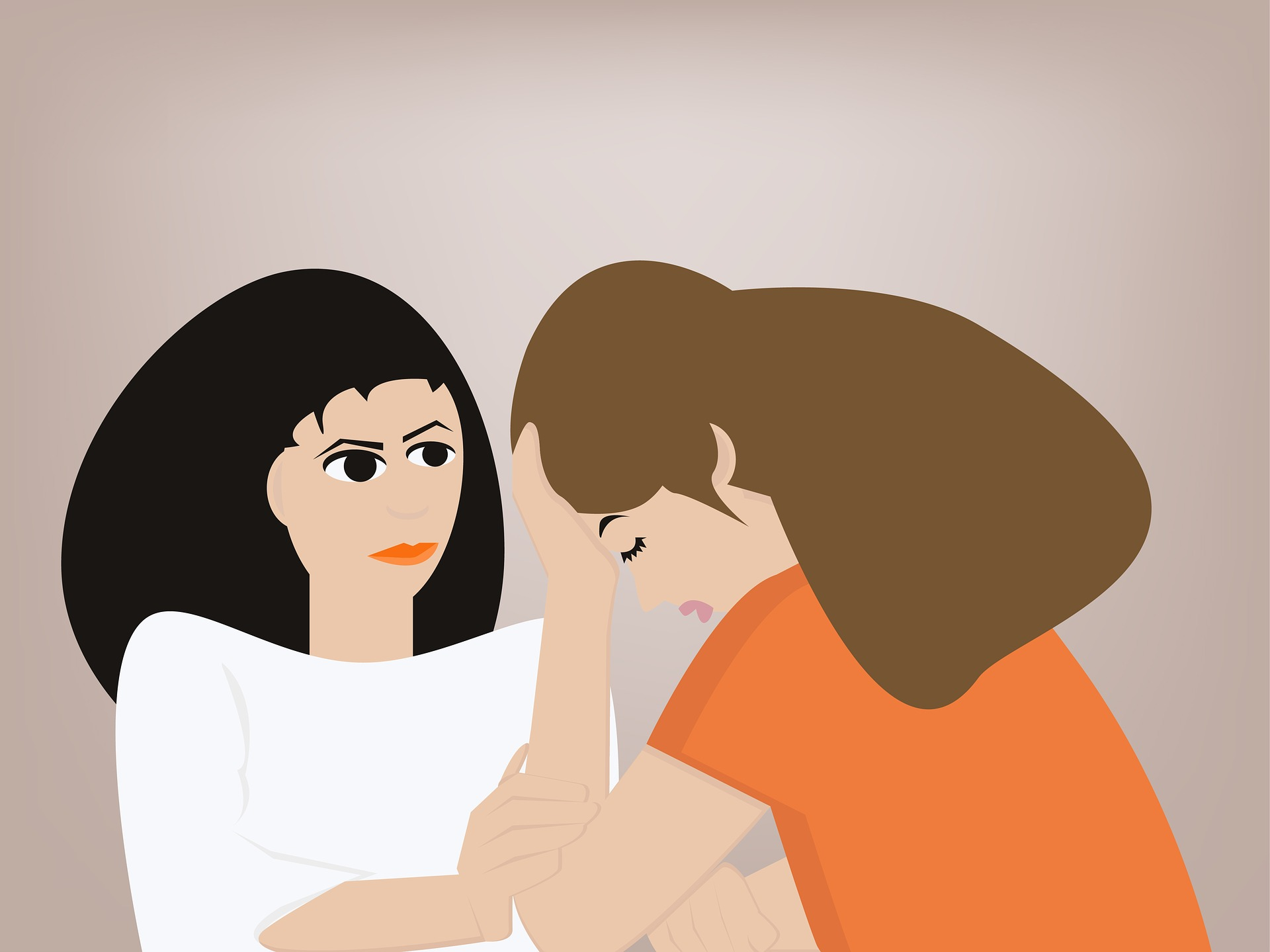
Imagem ilustrativa

Algumas doenças mentais têm sido associadas a um desequilíbrio de substâncias químicas no cérebro chamadas neurotransmissores. Esses neurotransmissores ajudam as células nervosas do cérebro a se comunicarem. Se esses produtos químicos estiverem desequilibrados ou não estiverem funcionando adequadamente, as mensagens podem não ser transmitidas adequadamente pelo cérebro, levando a sintomas de doenças mentais. Além disso, malformações ou lesão cerebral traumática (LCT) em áreas do cérebro também foram associados a algumas condições mentais.
Existem muitos outros fatores que podem contribuir para a doença mental. Estes incluem estressores psicossociais e socioeconômicos, como agitação política, violência, pobreza, migração, conflito familiar e qualquer tipo de vício. Tudo isso pode desempenhar um papel no alto incidente de doença mental no sudeste da África. Cuidados adequados podem não estar disponíveis para os doentes, devido ao estigma que cerca as pessoas que lidam com doenças mentais. A reversão deste estigma, deve-se à falta de recursos educativos como laboratórios. No sudeste da África, muitas pessoas desenvolveram transtorno de estresse pós-traumático relacionado ao genocídio, guerra civil, confrontos tribais e situações de refugiados, pobreza, entre outros. Particularmente em Ruanda e Uganda, o transtorno de estresse pós-traumático afeta um número significativo da população, devido aos recentes conflitos, genocídios e crimes contra a humanidade.